# Raúl Porras Barrenechea

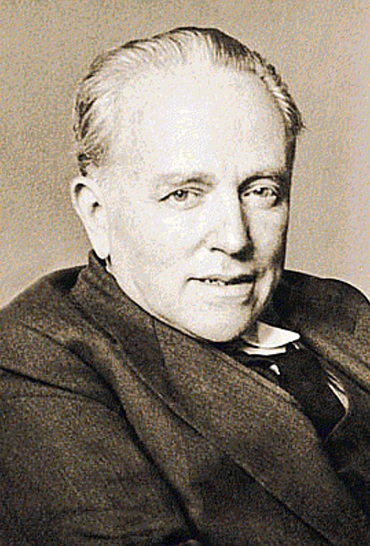
Raúl Porras Barrenechea

Raúl Porras Barrenechea (* 23. März 1897 in Pisco; † 27. September 1960 in Lima) war ein peruanischer Historiker und Politiker.

## Leben
Porras war Lehrer am Colegio Anglo-Peruano. In den Jahren 1948/49 war er Botschafter seines Landes in Spanien. 1956 wurde er für den Wahlkreis Lima in den Senat gewählt und dort erster Vizepräsident. Präsident Manuel Prado Ugarteche ernannte ihn 1958 zu seinem Außenminister.

## Ehrungen
- 1960: Großkreuz der Bundesrepublik Deutschland

## Werke
- Historia de los Límites del Perú: Texto dictado a los alumnos del Colegio Anglo-Peruano de Lima, conforme al programa oficial. (Lima: F. y E. Rosay. 1930)
- Las relaciones primitivas de la conquista del Perú. (Paris: Impr. Les Presses modernes. 1937)
- El Inca Garcilaso de la Vega (1539-1616) (Lima: Lumen. 1946)
- Relación de la descendencia de Garci Pérez de Vargas (1596). Inca Garcilaso de la Vega. Reproducción facsimilar del manuscrito original con un prólogo a cargo de Raúl Porras Barrenechea. (Lima: Instituto de Historia. 1951)
- El Inca Garcilaso, en Montilla, 1561-1614" : nuevos documentos hallados y publicados. (Lima: Instituto de Historia-Editorial San Marcos 1955)
- El Paisaje Peruano de Garcilaso a Riva Agüero. (Lima: Imprenta Santa María. 1955)
- Cartas del Perú, 1524-1543. (Lima: Sociedad de Bibliófilos Peruanos. 1959)
- Antología del Cusco. (Lima: Librería Internacional del Perú. 1961)
- Fuentes Históricas Peruanas: Apuntes de un curso universitario. (Lima: Instituto Raúl Porras Barrenechea. 1963)
- Los Cronistas del Perú. (Lima: Sanmartí Impresores. 1962)
- Pizarro (Lima: Editorial Pizarro. 1978)